# Rowland Biffen
Rowland Biffen, född 28 maj 1874, död 12 juli 1949, var en brittisk växtförädlare.
Biffen framställde bland annat viktiga vetesorter såsom yeomanvetet med hög avkastning, god kvalitet och motståndskraft mot gulrost.